# Gotthard Günther
Pour les articles homonymes, voir Günther.
Gotthard Günther (15 juin 1900 à Arnsdorf (près de Hirschberg im Riesengebirge), province de Silésie - 29 novembre 1984 à Hambourg) est un philosophe et logicien allemand.

## Biographie
Théoricien de la « logique polycontextuelle » et spécialiste de l'œuvre d'Aristote, il est également un penseur important du courant de l'anthropologie philosophique et de la cybernétique. Ses travaux (non traduits en français sauf La conscience des machines) ont influencé notamment Peter Sloterdijk et Edgar Morin.

## Publications (titre originaux)
- Grundzüge einer neuen Theorie des Denkens in Hegels Logik, Felix Meiner Verlag, Hamburg, 1. Aufl. 1933, 2. Aufl. 1978.  (ISBN 3-7873-0435-5)
- Das Bewusstsein der Maschinen. Eine Metaphysik der Kybernetik, Agis Verlag, Krefeld, Baden Baden, 1. Aufl. 1957, 2. Aufl. 1963, 3. Aufl. 2002. (ISBN 3-87007-009-9)
- Idee und Grundriss einer nicht Aristotelischen Logik, Felix Meiner Verlag, Hamburg, 1. Aufl. 1959, 2. Aufl. 1978, 3. Aufl. 1991,  (ISBN 3-7873-0392-8)
- « Number and Logos – Unforgettable Hours with Warren S. McCulloch », in: Hrsg. R. Kaehr und A. Ziemke, Realitäten und Rationalitäten, Selbstorganisation, Jahrbuch für Komplexität in den Natur-, Sozial- und Geisteswissenschaften, Bd. 6, Duncker & Humblot, Berlin, 1995, S. 318-348, (PDF; 285 kB)
- Beiträge zur Grundlegung einer operationsfähigen Dialektik (Erster Band 1976, Zweiter Band 1979, Dritter Band 1980), Felix Meiner Verlag, Hamburg.
- « Selbstdarstellung im Spiegel Amerikas », in: Hrsg. L. J. Pongratz: Philosophie in Selbstdarstellungen II, Felix Meiner Verlag, Hamburg, 1975, S: 1-76.
- Identität, Gegenidentität und Negativsprache, Vortrag Internationaler Hegel-Kongress, Belgrad 1979, Hegeljahrbücher 1979, S. 22-88, (pdf; 336 kB)
- Lebenslinien der Subjektivität. Kybernetische Reflexionen, hrsg. v. Bernhard Mitterauer und Klaus Sander. Originaltonaufnahmen 1965-1984. Audio-CD, 77 Minuten und Booklet, 16 Seiten. supposé, Köln 2000.  (ISBN 3-932513-14-2)
- Die Amerikanische Apokalypse, Hrsg. Kurt Klagenfurt, Profil Verlag, München, Wien, 2000, Technik- und WIssenschaftsforschung; Bd. 36,  (ISBN 3-89019-496-6)
- (fr) La conscience des machines : une métaphysique de la cybernétique, suivi de Cognition et volition, avant-propos par Edgar Morin ; édité et introduit par Eberhard von Goldammer et Joachim Paul ; traduit de l'allemand par Françoise Parrot et Engelbert Kronthaler (traduction de : Das Bewußtsein des Maschinen: eine Metaphysik der Kybernetik), 3e éd. augmentée Paris, l'Harmattan, « Ouverture philosophique », 2008.  (ISBN 978-2-296-05492-9)
- (fr) "Gotthard Günther. L'Amérique et la Cybernétique. Autobiographie, Réflexions, Témoignages", rassemblé et traduit de l'allemand par Danièle Laurin. Préface par Daniel Verney, Petra, 2015.    (ISBN 978-2-847-43101-8)